# Margarida Holland
Margarida Holland (1385 — Londres, 30 ou 31 de dezembro de 1439) foi condessa consorte de Sormeset através de seu primeiro casamento com João Beaufort, 1.º Conde de Somerset, e duquesa consorte de Clarence pelo seu segundo casamento com Tomás de Lencastre, Duque de Clarence.

## Família
Margarida possuía laços sanguíneos com a família real inglesa, e também era associada a Dinastia Plantageneta por casamento.
Seu pai era Tomás Holland, 2.º Conde de Kent, filho de Tomás Holland, 1.º Conde de Kent e de Joana de Kent. Joana, neta do rei Eduardo I de Inglaterra, casou-se pela terceira vez com Eduardo, o Príncipe Negro, filho do rei Eduardo III de Inglaterra, e foram pais do rei Ricardo II de Inglaterra.
Sua mãe era Alice Fitzalan, filha de Ricardo Fitzalan, 3.º Conde de Arundel e de Leonor de Lencastre, cujo pai Henrique, 3.º Conde de Lencastre, era neto paterno do rei Henrique III de Inglaterra.
Margarida foi a sétima de dez filhos. Entre seus irmãos estavam: Tomás, 1.º Duque de Surrey, marido de Joana Sttaford; Leonor, condessa de March e baronesa Cherleton, foi casada duas vezes; Joana, foi casada quatro vezes, sendo a primeira vez com Edmundo de Langley; Edmundo, 4.º conde de Kent, marido de Lúcia Visconti; Leonor, condessa de Salisbury; Isabel, esposa de João Neville, e Brígida, uma freira em Barking.

## Biografia
Em data anterior a 28 de setembro de 1397, Margarida casou-se com João Beaufort. João era filho ilegítimo de João de Gante, filho do rei Eduardo III, e de sua amante e depois esposa, Catarina Swynford.
O casal teve seis filhos. Ele morreu em 16 de março de 1410.
Após obter uma dispensa papal, Margarida casou-se com o duque Tomás de Lencastre, sobrinho de seu falecido marido, em 10 de novembro de 1411. Porém, eles não tiveram filhos.
Como o segundo filho do rei Henrique IV de Inglaterra e de Maria de Bohun, Tomás foi por um tempo herdeiro de seu irmão mais velho, Henrique V. O duque perdeu sua vida durante a Batalha de Baugé, parte da Guerra dos Cem Anos, em 22 de março de 1241.
Em 1399, ela foi investida como Dama Companheira da Ordem da Jarreteira.
Vinte e oito anos após ficar viúva pela última vez, Margarida morreu dezembro de 1439, por volta do dia 30 ou do dia 31, na Abadia de São Salvador, em Bermondsey, em Londres. Ela foi enterrada na Catedral de Cantuária, ao lado de seus dois maridos.

## Descendência
De seu primeiro casamento:
- Henrique Beaufort, 2.º Conde de Somerset (26 de novembro de 1401 – 25 de novembro de 1218), sucessor do pai. Não se casou e nem teve filhos;
- João Beaufort, 1.º Duque de Somerset (1404 – 27 de maio de 1444), foi marido de Margarida Beauchamp de Bletso, com quem teve uma filha, Margarida Beaufort, a mãe do primeiro rei da Casa de Tudor, Henrique VII de Inglaterra;
- Tomás Beaufort, Conde de Perche (1405 – 1432), foi um comandante durante a Guerra dos Cem anos. Não se casou e nem teve filhos;
- Edmundo Beaufort, 2.º duque de Somerset (1406 – 22 de maio de 1455), foi casado com Leonor Beauchamp. Morreu durante a Primeira Batalha de St. Albans, na qual foi comandante. Teve descendência;
- Joana Beaufort (c. 1404 – 15 de julho de 1445), foi rainha consorte da Escócia como esposa de Jaime I da Escócia. Teve descendência;
- Margarida Beaufort, Condessa de Devon (1409 – 1449), esposa de Tomás de Courtenay, 5.º Conde de Devon. Teve descendência.